# Bergsjön, Närke
Bergsjön är en sjö i Askersunds kommun i Närke och ingår i Motala ströms huvudavrinningsområde.